# Absalon
Absalon, Absaló o Axel (Fjenneslev, 1128 - Sorø, 21 de març de 1201) va ser un polític i arquebisbe danès.
Va ser bisbe de Roskilde des de 1158 fins a 1192 i arquebisbe de Lund des de 1178 fins a la seva mort. Va ser el conseller del Rei Valdemar I de Dinamarca. Absaló va ser el personatge clau en les polítiques daneses d'expansió territorial a la mar Bàltica, l'europeïtzació i les relacions estretes amb la Santa Seu. Combinà els ideals de la Reforma Gregoriana amb el suport a un poder monàrquic fort.
Absaló nasqué dins el poderós clan Hvide i era propietari de grans extensions de terres. Va fer la primera fortificació de la ciutat de l'actual Copenhaguen. Prelat lluitador, va lliurar a Dinamarca de les incursions dels pirates i va derrotar el 1184 al duc de Pomerània. Absalon va morir a l'abadia de Sorø Abbey el 21 de març de 1201, als 73 anys, sent enterrat allí mateix.